# Дочка болотного короля
Дочка болотного короля (англ. The Marsh King's Daughter) — американський психологічний трилер 2023 року режисера Ніла Бергера за сценарієм Ель Сміт та Марка Л. Сміта, заснований на однойменному романі Карен Діонн 2017 року. У головних ролях: Дейзі Рідлі, Бен Мендельсон, Ґаррет Гедлунд, Карен Пісторіус, Бруклінн Прінс і Гіл Бірмінгем.
«Дочка болотного короля» випустили у прокат в США 3 листопада 2023 р. компанії Lionsgate та Roadside Attractions.

## Сюжет
За два роки до народження Гелени чоловік на прізвисько Болотяний король викрав її матір-підлітка, через це вона народилася і виросла в полоні. Тепер вона переконана, що він спробує забрати її доньку. Тому Гелена збирається перехитрити чоловіка, який навчив її всьому, що вона знає про виживання в дикій природі.

## Акторський склад
- Дейзі Рідлі в ролі Гелени Пеллетьє
  - Бруклін Прінс у ролі юної Гелени Пеллетьє
- Бен Мендельсон — Джейкоб Холбрук ("Болотний король")
- Ґаррет Гедлунд — Стівен Пеллетьє
- Карен Пісторіус — мати Хелени
- Джої Карсон в ролі Меріголд Пеллетьє
- Гіл Бірмінгем в ролі Кларка

## Виробництво
Про проект було оголошено в лютому 2018 року, Елль Сміт і Марк Л. Сміт написали сценарій для режисера Мортена Тілдума. Алісія Вікандер була обрана на головну роль, а також була призначена виконувати функції виконавчого продюсера.